# Pyrotechniker

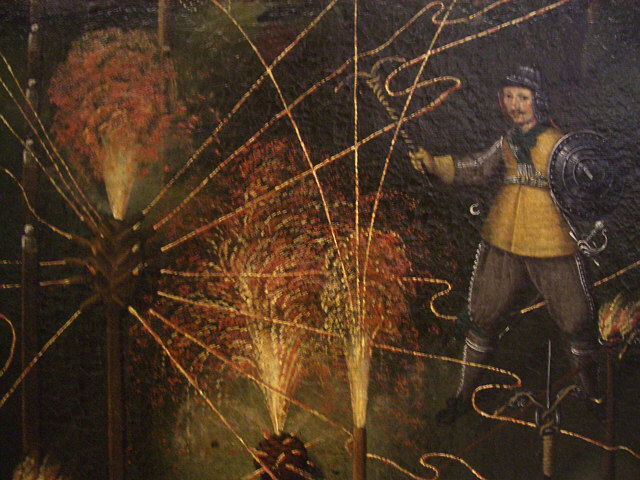
Feuerwerker im 17. Jahrhundert; Ausschnitt aus einem Gemälde von Joseph Furttenbach

Der Pyrotechniker (von altgriechisch πῦρ pyr, deutsch ‚Feuer‘) beschäftigt sich mit der Herstellung und/oder Verwendung pyrotechnischer Gegenstände und pyrotechnischer Sätze, insbesondere bei Feuerwerken.
Pyrotechniker, die zudem über Kenntnisse mit Spezialeffekten verfügen, werden bei Filmproduktionen eingesetzt, um z. B. ein Auto zu sprengen oder Einschüsse darzustellen.
Einen Überblick über die rechtliche Klassifikation dieser Tätigkeiten geben die Artikel Pyrotechnischer Gegenstand und Feuerwerk#Rechtliches.

## Das Berufsbild
Die Pyrotechnik institutionalisierte sich in Europa am Ende des 17. Jahrhunderts. Ausführliche Fachbücher, die sich neben dem Kriegsfeuerwerk (Explosiv- und Brandwaffen) auch mit der zivilen Lustfeuerwerkerei beschäftigten, sind seit dem 16. Jahrhundert in zunehmender Zahl überliefert. Das erste wissenschaftliche Werk zum Thema Pyrotechnik erschien 1802.
Munitionsfachleute des Militärs und zum Teil auch Entschärfer und Munitionsräumer werden gelegentlich als (Militär-)Feuerwerker bezeichnet.

## Deutschland
In Deutschland besteht keine gesetzlich anerkannte Berufsausbildung. Um als Pyrotechniker tätig werden zu dürfen, braucht man einen Befähigungsschein gemäß § 20 SprengG. Diesen kann man bei der zuständigen Behörde beantragen, wenn man einen qualifizierenden, staatlich anerkannten Lehrgang absolviert und eine Fachkundeprüfung bestanden hat.
Es gibt unterschiedliche Lehrgänge, die je nach Art mit einer differenzierten Fachkundeprüfung abgeschlossen werden. Je nach Lehrgang und Fachkunde müssen spezielle Voraussetzungen erfüllt sein, um zur Teilnahme zugelassen zu werden.
Das Sprengstoffgesetz nennt folgende allgemeine Voraussetzungen:
- Mindestalter 21 Jahre (§ 8)
- Zuverlässigkeit (§ 8a)[4] und persönliche Eignung (wer dies ist, erhält eine Unbedenklichkeitsbescheinigung (§ 21))

Nach § 32 der 1. Sprengstoffverordnung sind folgende Lehrgänge anerkannt:
- Grundlehrgang für den Umgang – ausgenommen das Verwenden – mit pyrotechnischen Sätzen und pyrotechnischen Gegenständen (Hersteller)
- Grundlehrgang für den Umgang – ausgenommen das Herstellen und Wiedergewinnen – mit pyrotechnischen Gegenständen und pyrotechnischen Sätzen in Theatern oder vergleichbaren Einrichtungen (Bühnenpyrotechniker)
- Grundlehrgang für den Umgang – ausgenommen das Herstellen und Wiedergewinnen – mit explosionsgefährlichen Stoffen in Film- oder Fernsehproduktionsstätten (Sfx-Pyrotechniker)
- Grundlehrgang für das Verwenden von pyrotechnischen Gegenständen (Großfeuerwerker)

Um Großfeuerwerker werden zu können, muss der Grundlehrgang für das Verwenden von Pyrotechnischen Gegenständen absolviert und die entsprechende Fachkundeprüfung bestanden werden. Für die Zulassung zur Prüfung ist zusätzlich zur Erfüllung der allgemeinen Voraussetzungen (s. o.) nachzuweisen, dass man an 20 Großfeuerwerken, also solchen, bei denen in jedem Fall pyrotechnische Gegenstände der Kategorie F4 (z. B. Kugel- oder Zylinderbomben) verwendet wurden, innerhalb der letzten fünf Jahre mitgewirkt hat. Die Mitwirkung erfolgt im Rahmen einer Helfertätigkeit.
Danach kann ein Befähigungsschein beantragt werden. Der Befähigungsschein erlaubt die nichtselbstständige ausführende Tätigkeit.
Für den Erwerb pyrotechnischer Gegenstände der Kategorien F3, F4 sowie T2 oder die selbständige gewerbliche Tätigkeit ist eine Erlaubnis gemäß § 7 Sprengstoffgesetz erforderlich. Die Erlaubnis kann auf das Unternehmen ausgestellt werden.
- Des Weiteren gibt es noch die Erlaubnis nach § 27 SprengG für private Tätigkeiten (z. B. Böllerschützen, Vorderladerschießen, Wiederladen, Modellraketenfliegen und das Abbrennen von Feuerwerken).

Dem Befähigungsscheininhaber nach § 20 SprengG ist es generell nicht gestattet, selbstständig tätig zu werden, sondern nur für seinen Arbeitgeber, den Erlaubnisinhaber nach § 7 SprengG, durch den er auch erst Versicherungsschutz erhält. Selbst ein bloßer Erwerb von erlaubnisscheinpflichtigen Artikeln ist dem Befähigungsscheininhaber nicht erlaubt. Diese erhält er ausschließlich durch seinen Arbeitgeber. Wer also selbst erlaubnisscheinpflichtige Artikel erwerben will, benötigt daher zwingend eine Erlaubnis nach § 7 SprengG als Unternehmer oder nach § 27 SprengG als Privatperson. Diese wird nur dann erteilt, wenn eine entsprechende Haftpflichtversicherung (beim Abbrennen von Feuerwerken) nachgewiesen wird. Ein Erlaubnisinhaber nach § 27 SprengG darf hingegen keine gewerbliche Tätigkeit ausüben.
Um die Gültigkeit der Fachkunde zu erhalten, hat der Befähigungsscheininhaber vor Ablauf von 5 Jahren an einem Wiederholungslehrgang teilzunehmen und darf zudem nicht länger als 2 Jahre mit der Tätigkeit pausieren. Sonst verliert ein ausgestellter Befähigungsschein seine Gültigkeit.

## Österreich
Der Umgang mit Pyrotechnik für Gewerbetreibende wie auch Privatpersonen ist im Pyrotechnikgesetz (PyroTG) geregelt. Seit 2010 wurden die bisherigen Klassen I – IV durch die Kategorien F1 – F4, T1, T2, S1, S2, P1 und P2 ersetzt. Die Klassifikation der Pyrotechnischen Gegenstände richtet sich seither nicht mehr primär nach deren Satzgewicht, sondern nach Einsatzgebiet, Gefährlichkeit und Lärmentwicklung und wird für jedes Erzeugnis individuell festgelegt.
Um in Österreich Pyrotechnische Gegenstände der Kategorie …
- F1, F2 (ehem. Kleinfeuerwerk), T1, S1 und P1 (diverse Produktgruppen) erwerben und besitzen zu dürfen, genügt ein jeweils definiertes Mindestalter.
- F3 und F4 (Großfeuerwerk), T2, S2 und P2 (diverse Produktgruppen) erwerben und besitzen zu dürfen, muss man das 18. Lebensjahr vollendet haben und pyrotechnische Sachkunde bzw. Fachkenntnis nachweisen können und verlässlich sein.

Sachkunde für F3 umfasst dabei eine fachliche Einschulung durch einen Pyrotechniker, Fachkenntnis für F4 eine abgelegte Prüfung zum Pyrotechniker.
Für die Verwendung der Kategorien F3, F4 und T2 ist in jedem einzelnen Fall (z. B. pro Feuerwerk) um eine behördliche (bescheidmäßige) Bewilligung von der zuständigen Sicherheitsbehörde (Bezirkshauptmannschaft oder Landespolizeidirektion) anzusuchen. Diese erhält man in der Regel auf Antrag, wenn oben genannte persönliche Bedingungen erfüllt werden.
Der Nachweis über die Erfüllung der Bedingungen kann insbesondere erfolgen durch Vorlage:
- einer Berechtigungsurkunde für die Erzeugung von pyrotechnischen Gegenständen (Herstellerregelung) oder
- eines Pyrotechnikerausweises, der von Bezirkshauptmannschaft oder Landespolizeidirektion (LPD) nach Prüfung von Sachkunde bzw. Fachkenntnis und Verlässlichkeit ausgestellt wird.

Unter Sachkunde und Fachkenntnisse versteht man insbesondere:
- Gesetzliche Grundlagen (Pyrotechnikgesetz, relevante Bestimmungen des Schieß- und Sprengmittelgesetzes, Beförderungs- und Lagervorschriften);
- Kenntnisse über die verwendeten Explosivstoffe (einfache Pyrochemie); inkl. Geschichte der Feuerwerkerei;
- Warenkunde (Arten, Aufbau, Funktion, Wirkung und Gefahren der gängigen pyrotechnischen Gegenständen);
- Materialien und Hilfsmittel (Mörser, Abschussvorrichtungen, Befestigungsmittel etc.);
- Zünd- und Anzündtechniken (Hand- und elektrische Zündung);
- Projektieren von Feuerwerken (Auswahl des Abbrennplatzes, Planung, Versicherung, Antragstellung und Choreographie);
- Setup-Techniken (Vorbereitung der pyrotechnischen Gegenstände, Aufbau und Montage des Feuerwerkes);
- Sicherheitsvorkehrungen (Einsatz von Helfern, Schutzausrüstung, Sicherheitsabstände, Unfallverhütungsmaßnahmen, Grundkenntnisse betreffend Brandschutz; Unfallbesprechung);
- Durchführen des Feuerwerkes, inklusive Behandlung von Versagern und Maßnahmen nach dem Abbrennen des Feuerwerkes.

Für den Nachweis der Fachkenntnis ist eine umfangreichere Prüfung abzulegen als für die Sachkunde.
In der Praxis besucht man in der Regel einen Ausbildungslehrgang in einer staatlichen oder staatlich anerkannten Schulungseinrichtung, in der die notwendigen Kenntnisse vermittelt werden, und legt dort oder (nach Antragstellung) bei einem zuständigen Referenten einer Sicherheitsbehörde (BH oder LPD) eine Prüfung ab. Danach ist eine (je Kategorie unterschiedliche) Anzahl von Praxisfeuerwerken erforderlich, bevor man bei einer Sicherheitsbehörde (BH oder LPD) den Antrag auf Ausstellung eines Pyrotechnikerausweises stellen kann. Dieser wird von allen nationalen Sicherheitsbehörden anerkannt.
Die durchschnittlichen Kosten für eine komplette Ausbildung zum Pyrotechniker aller Kategorien betragen zwischen 1000 und 2000 Euro.
Von den österreichischen Behörden werden in der Regel auch die Pyrotechnikerscheine aus Deutschland als Fachkunde-Nachweis anerkannt, allerdings sind die Ausbildungskosten in Deutschland wesentlich höher.

## Schweiz
Im Zuge der Anpassung an geltendes EU-Recht wurde am 1. Januar 2014 eine Pyrotechniker-Ausbildung in der Schweiz eingeführt.
Feuerwerkskörper der Kategorie 4 dürfen seither nur noch an qualifizierte Personen, das heißt an Inhaber eines Verwendungsausweises für pyrotechnische Gegenstände mit den entsprechenden Einträgen FWA, FWB oder BF abgegeben werden.
Die Lehrgänge müssen bei der IG Feuerwerk des Schweizerischen Feuerwehrverbandes absolviert werden.

### FWA (kleiner Pyrotechniker)

#### Voraussetzung
- Mindestalter 18 Jahre
- Zuverlässigkeitsbescheinigung – Strafregister ohne Verstösse

#### Berechtigt
- zur elektrischen oder pyrotechnischen Zündung im Freien von „gebrauchsfertigen“ (vom Hersteller abschuss- und zündbereit verladene) Artikel, die in Verpackungen nach ADR/SDR transportierbar sind. Es dürfen nur gebrauchsfertige Feuerwerkskörper der Kat. 4 bis 3 (75 mm) abgebrannt werden.
- Bomben dürfen NICHT selbst verladen werden.
- Es dürfen KEINE Nautischen Effekte verwendet werden.
- Kat. 4 und T2 dürfen innerhalb oder untereinander nicht verbunden werden.
- NEM-Beschränkung auf 20 kg/Abbrennplatz
- Beförderung innerhalb der Freistellung sind unter den Auflagen der Gesetzgebung gestattet. (max. 1000 Punkte/2-kg-Feuerlöscher/Beförderungsschein)

#### Dauer
- Der Lehrgang dauert 1 Tag, nach 5 Jahren muss eine Ergänzungsschulung gemacht werden.

### FWB (Pyrotechniker Grossfeuerwerk)

#### Voraussetzung
- Mindestalter 18 Jahre
- Zuverlässigkeitsbescheinigung
- Strafregister ohne Verstösse
- FWA und min. 10 „Helferscheine“ eines akkreditierten Unternehmens.

#### Berechtigt
- zur elektrischen oder pyrotechnischen Zündung von Artikeln der Kat. 4 im Freien
- zur elektrischen Zündung von Artikeln der Kat. T2 im Freien und auf Freilichtbühnen
- Nautische Effekte
- keine NEM-Beschränkung
- keine Kaliber-Beschränkung
- Bomben dürfen selbst verladen werden
- Beförderung von Feuerwerkskörpern gem. ADR/SDR über der Freistellung. (mit ADR-Fahrzeug)

#### Dauer
- Der Lehrgang dauert 6 Tage (davon 1 Tag Prüfung).
- Nach 5 Jahren muss eine Ergänzungsschulung gemacht werden.

### Bühnenfeuerwerk

#### Voraussetzung
- Mindestalter 18 Jahre
- Zuverlässigkeitsbescheinigung
- Strafregister ohne Verstösse

#### Berechtigt
- zur Zündung von Artikeln der Kat. T1 und T2 auf Szenenflächen Indoor und Outdoor(es kann bei der Bewilligung kantonale Unterschiede geben.)

#### Dauer
- Der Lehrgang dauert 6 Tage (davon 1 Tag Prüfung).
- Nach 5 Jahren muss eine Ergänzungsschulung gemacht werden.